# هانا جيتر
هانا جيتر (بالإنجليزية: Hannah Davis)‏(اسم الزواج;ديفيس من مواليد 5 مايو 1990) عارضة الأزياء الأمريكية.

## روابط خارجية
- Hannah Jeter gallery at Sports Illustrated Swimsuit
- Hannah Jeter profile at IMG Models
- Hannah Jeter profile at Models.com
- هانا جيتر على موقع IMDb (الإنجليزية)
- هانا جيتر على موقع قاعدة بيانات الفيلم (الإنجليزية)
- هانا جيتر على موقع دليل عارضات الأزياء (الإنجليزية)